# Joan Dausà i Riera
Joan Dausà i Riera (San Feliú de Llobregat, 1979) es músico, actor, presentador, licenciado en Administración y dirección de empresas por la UPF y licenciado en interpretación por el Instituto del Teatro. Es conocido principalmente por su banda de música pop Joan Dausà i els Tipus d'Interès.En 2019 compuso la canción "Otra forma de vivir" para un anuncio de Estrella Damm sobre la contaminación del mar. Esta canción la cantó en colaboración con Santi Balmes y María Rodés.

## Biografía
Al nacer, su madre murió al cabo de tres semanas, debido a una enfermedad que, aunque sabía que podía agravarse con el embarazo, decidió continuar adelante. Este hecho es determinante en algunas de sus canciones, como 1979.
A los catorce años ya solía cantar y tocar la guitarra en un grupo de esparcimiento. Posteriormente, en la universidad, formó un grupo de música, Na'fent. Dentro del mundo del esparcimiento, también había sido profesor de danzas y canciones en la Fundación Pere Tarrés. El interés por el teatro le vino durante una beca académica en Argentina, donde asistió a unas clases de teatro en la universidad. Terminada la carrera hizo papeles de extra en la televisión, concretamente en la serie El cor de la ciutat de TV3. Esto lo animó a entrar en el Instituto del Teatro de Barcelona, para las pruebas de ingreso del cual se preparó durante dos meses. Simultáneamente, no ha dejado nunca su vertiente empresarial, llevando la contabilidad del despacho de su padre.

## Actividad profesional
Como actor, ha hecho los siguientes papeles:
- Papel de extra en El cor de la ciutat (TV3)
- Fue el Krust del Club Super 3 (Tv3)
- En teatro, ha actuado en la obra Natale in casa Cupiello, dirigida por Oriol Broggi, y a Automàtics, dirigida por Javier Daulte
- Puso la voz al personaje de Xavi Masdéu en la serie de animación Arròs covat
- Personaje de Nico en la serie La Riera (Tv3)
- Papel en la película "Barcelona, noche de verano"
- Aparición en "Barcelona, noche de invierno"

Habitualmente hace de presentador en actos y acontecimientos, como La fiesta de los súpers, o el Certamen Nacional de Lectura en Voz Alta.
Como músico, es miembro, líder y cara visible del grupo Joan Dausà i els Tipus d'Interès, con el cual ha grabado cuatro discos, ha realizado diversas giras de conciertos; es el autor de la BSO de las películas "Barcelona, noche de verano" (por la cual recibió un premio Gaudí) y "Barcelona noche de invierno".